# Przedsiębiorstwo Państwowe Film Polski

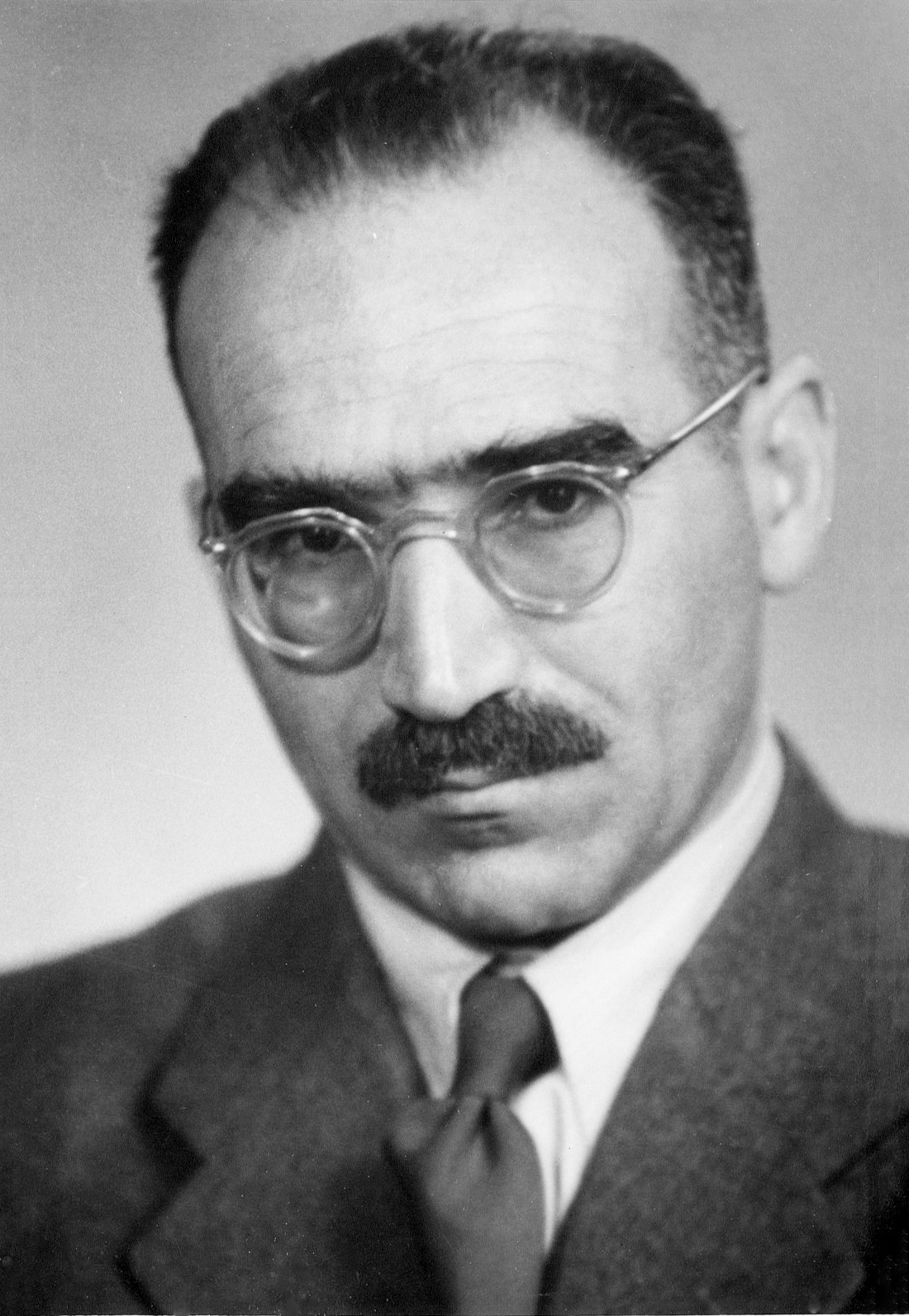
Aleksander Ford – pierwszy dyrektor Przedsiębiorstwa Państwowego Film Polski

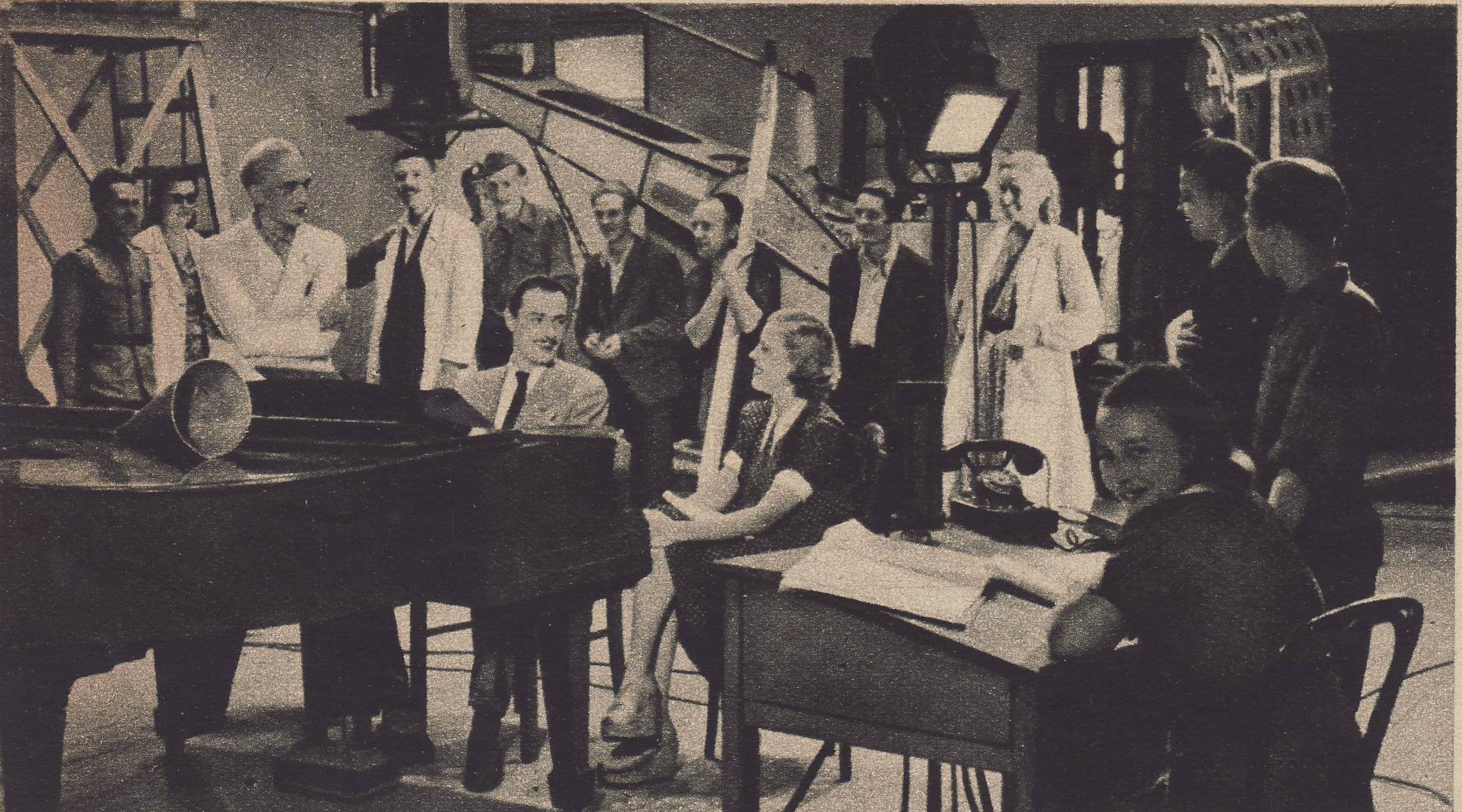
Kadr z filmu Zakazane piosenki (1945)

Przedsiębiorstwo Państwowe „Film Polski” – polskie przedsiębiorstwo państwowe, istniejące w latach 1945–1952. Jego zadaniem była produkcja i dystrybucja filmów oraz organizacja życia kulturalnego.

## Historia i zadania
Przedsiębiorstwo Państwowe Film Polski powstało na mocy dekretu Krajowej Rady Narodowej z 13 listopada 1945 O utworzeniu przedsiębiorstwa państwowego „Film Polski” (Dz.U. z 1945 r. nr 55, poz. 308). Jego siedzibą była Warszawa. Zgodnie z zapisami dekretu do zadań przedsiębiorstwa należały: zakładanie i prowadzenie wytwórni taśmy filmowej, błon i papierów fotograficznych, sprzętu kinotechnicznego, oraz sprzedaż i wynajem filmów polskich w kraju i za granicą, oraz zakup i wynajem filmów zagranicznych na terenie Polski, zakładanie i prowadzenie teatrów świetlnych (kin), oraz publiczne wyświetlanie filmów. Ponadto Film Polski zajmował się działalnością propagandową i kulturotwórczą, szkoleniem kadr oraz współpracą zagraniczną. W zakresie zakładania i prowadzenia wytwórni taśmy filmowej i papierów fotograficznych oraz sprzedaży i wynajmu filmów w kraju i za granicą oraz zakupu i wynajmu filmów zagranicznych przedsiębiorstwo było monopolistą (art. 4 ust 1 dekretu).
W 1945 podjęto decyzję o przejęciu na potrzeby przedsiębiorstwa hali sportowej przy ul. Łąkowej 29 w Łodzi i jej adaptacji na halę zdjęciową. W pomieszczeniach tych zrealizowano pierwszy polski powojenny film fabularny – Zakazane piosenki (reż. Leonard Buczkowski).
W 1952 przedsiębiorstwo zostało przekształcone w Centralny Urząd Kinematografii, a w 1957 w Naczelny Zarząd Kinematografii Ministerstwa Kultury i Sztuki.

### Dyrektorzy
- 1945–1947 Aleksander Ford
- 1947–1952 Stanisław Albrecht

## Produkcja filmowa
Podczas swojego funkcjonowania Przedsiębiorstwo Państwowe Film Polski wyprodukowało 110 filmów: dokumentalnych, fabularnych oraz animowanych. Pierwszym wyprodukowanym filmem był dokument pt. Wieś i miasto z 1945 (realizacja: Eugeniusz Jaryczewski, zdjęcia: Seweryn Kruszyński).

### Filmy fabularne wyprodukowane przez Film Polski
- 1945
  - Zakazane piosenki
- 1946
  - W chłopskie ręce
  - Dwie godziny
- 1947
  - Zdradzieckie serce – film nigdy nie wszedł na ekrany
  - Włókiennictwo na Ziemiach Odzyskanych (krótkometrażowy)
  - Ruchy ludności na ziemiach polskich (krótkometrażowy)
  - Ostatni etap
  - Nawrócony – film nigdy nie wszedł na ekrany
  - Jasne łany
  - Harmonia (krótkometrażowy)
- 1948
  - Stalowe serca
  - Skarb
  - Powrót (Ślepy tor)
- 1949:
  - Za wami pójdą inni
  - Dom na pustkowiu
  - Czarci żleb
- 1950
  - Warszawska premiera
  - Miasto nieujarzmione
  - Dwie brygady